# Љиљана Мркић Поповић
Љиљана Мркић Поповић (Београд, 1950) српска је универзитетска професорка. По образовању је глумица, али је свој радни век провела као позоришни педагог, редовни професор, декан Факултета драмских уметности у Београду, и Ректор Универзитета уметности у Београду. Данас је професор емеритус Факултета драмских уметности у Београду..

## Биографија

### Образовање
Завршила је два факултета. Дипломирала је глуму на Факултету драмских уметности (тадашња Академија за Позориште, филм, радио и ТВ) 1973. године и француски језик на Филолошком факултету исте године. 
Дебитовала је као глумица Народног позоришта, али се убрзо определила за педагошки рад, па је магистрирала 1980. године са тезом: Функционалност остварених акценатских облика у говорној реализацији уз менторство професора др Ђорђа Живановића, а докторирала је 1990. године са тезом: Сферност сигнала говорног израза, под менторством проф др Бранивоја Ђорђевића.

### Звања

###### Факултет драмских уметности
На Факултету драмских уметности (ФДУ) у Београду:
- била је на Катедри за Глуму асистент приправник од 1973. године, асистент од 1977. године, доцент од 1981. године, ванредни професор од 1986. године и редовни професор од 1991. године за предмет: Дикција;

- На Катедри за Позоришну и радио режију и на Катедри за Драматургију предавала је Сценски говор.[2]

- На докторским студијама из области Теорије драмских уметности, медија и културе и Менаџмента уметности и медија, предавала је Реторику.
- Била је ментор је успешно одбрањених докторских дисертација.[4]

###### Факултет музичке уметности
На Факултету музичке уметности водила је предмет Култура говора од 1989. до 2003. године

###### Правни факултет
На Правном факултету као гостујући професор допринела је покретању предмета Реторика и обнављању традиционалног Такмичења у беседништву и постаје стални члан оцењивачке комисије од 1993.

### Функције
1. Члан је Савета Универзитета у Београду од фебруара 2020. године.
2. На функцију декана Факултета драмских уметности бирана је у три мандата, од 1996—2002. 
  - У том периоду на Факултету је основана Катедра за снимање и обраду звука, добијено је 11 нових радних места за асистенте-приправнике на свим катедрама.
  - Отворена је Сцена «Мата Милошевић» на којој је у 3 сезоне одиграно 60 испитних и дипломских представа пред 15.000 посетилаца.
  - Завршена је изградња три Филмска и телевизијска студија.
  - Установљена је едиција Зборника радова ФДУ и издато 5 томова.
  - Добијена је донација јапанске владе за аудио-визуелну опрему у вредности од 50 милиона јена.
  - ФДУ је враћен у чланство SILECT-а, Међународне асоцијације филмских и телевизијских школа, чији је био оснивач.
  - Поводом свог 50. годишњег јубилеја 1999, Факултет драмских уметности је овенчан Вуковом наградом.
3. На функцију Ректора Универзитета уметности изабрана је у два мандата 2009—2015. једногласно, тајним гласањем.Дарко Бајић, Љиљана Мркић Поповић, Никола Маричић 2000. године
  - У том периоду извршена је акредитација 60 студијских програма на сва четири факултета уметности, на свим нивоима и на интердисциплинарним студијама.
  - Основан је нови здружени мастер програм: Међународно истраживање извођачких уметности.
  - Организовано је 6 међународних Летњих уметничких школа широм Србије, које су као продукт за собом оставиле вредна уметничка дела – мурале, мозаике, скулптуре.
  - Покренута је издавачка делатност у оквиру које је објављено 16 публикација као и Монографија Универзитета уметности поводом 55. годишњице рада и постојања.
  - Под окриљем Ректората основан је ФЕСТУМ – фестивал студената четири факултета уметности.
  - Организован је Први ELIA Регионални скуп високошколских уметничких институција у Београду 2013. године и омогућено примање 6 нових чланова, захваљујући активностима у ELIA Репрезентативном одбору. Потписани су Споразуми о сарадњи са представницима 19 универзитета.
  - Модеран галеријски простор је изграђен на рушевини некадашње котларнице.[3]

### Научно-уметнички рад
Осим горе наведеног, Љиљана Мркић Поповић је лекторски обрадила 510 представа, ТВ драма и филмова усмеривши се на три области: 
1. књижевни говорни стандард,
2. дијалекатско обликовање и
3. изговор стиха у делима домаћих и страних класика.

Поставила је сценски говор у представама: Народног позоришта, Југословенског драмског позоришта, Атељеа 212, Београдског драмског позоришта, Театра Т, Позоришта "Бошко Буха", БИТЕФ Театра, Звездара Театра, Малог позоришта "Душко Радовић", Мадленианума, Српског Народног позоришта, Црногорског Народног Позоришта, Народног позоришта у Сомбору, Суботици, Нишу, Крушевцу, Крагујевцу, Котору, Цетињу, Будви. У појединим представама урадила је целокупну језичку адаптацију.

## Награде и признања
Добитник је највиших признања Универзитета уметности:
- Велике златне плакете “Сретен Стојановић’’ са Повељом 2015,
- Велике Плакете Универзитета уметности 2002,
- високих одличја и признања Факултета музичке уметности,
- Правног факултета,
- Народног позоришта у Београду,
- Београдског драмског позоришта,
- Фестивала Медитеранског театра итд.
- Добитник је Вукове награде за изузетан допринос развоју културе у Републици Србији и свесрпском културном простору, 2010.
- Стеријина награда за сценски говор 2023.[5]